# Liste des rois et reines d'Espagne

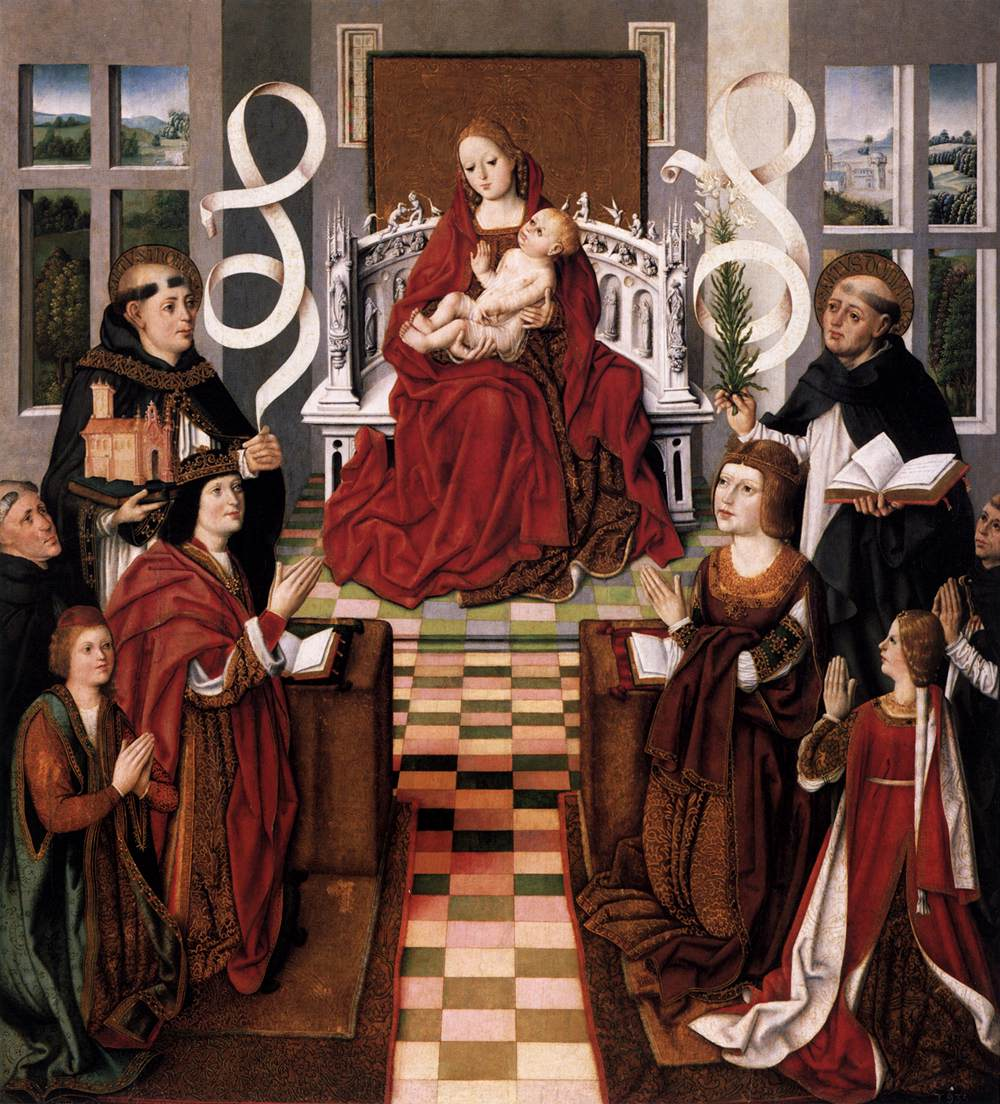
Mariage des Rois catholiques : naissance de la monarchie espagnole.

Cet article liste les rois et reines d'Espagne, anciennement des rois des Espagnes, à partir de l'union dynastique des couronnes de Castille et d'Aragon en 1479. Pendant trois quarts de siècle, néanmoins, chaque royaume conserva encore son propre souverain. Il faut par ailleurs attendre le XVIIIe siècle pour que cette union dynastique aboutisse à la fusion des deux couronnes en un royaume unique et unifié, dirigé par le roi d'Espagne.
Les prédécesseurs des rois d'Espagne avant l'unification sont les rois d'Aragon et comtes de Barcelone, les rois de Castille et León (inclut les rois des Asturies puis rois de León et les comtes de Castille), et les rois de Navarre.

## Avant l'unification espagnole
Tout d'abord, il ne faut pas oublier que les premiers royaumes de la péninsule Ibérique (Hispanie) étaient le royaume suève, avec pour capitale Braga (Bracara Augusta), et le royaume wisigoth, avec pour capitale Tolède (Toletum).
Le terme de roi d'Espagne est impropre avant les Bourbons. L'Espagne ne constitue en effet pas un État avant les premières années du XVIIIe siècle. Jusqu'aux décrets de Nueva Planta, elle n'est qu'une expression géographique où cohabitent deux États très différents, produits d'héritages et de conquêtes, n'ayant de commun que le souverain. En revanche, à l'issue de la guerre de Succession d'Espagne, Philippe V de Bourbon (1700 – 1746) unifie les anciennes couronnes de Castille et d'Aragon sur le plan juridique et administratif et leur donne une unique capitale, Madrid.
Cette absence de titre unique posa problème pour désigner le souverain dès l'union dynastique des couronnes par le mariage d'Isabelle de Castille et de Ferdinand d'Aragon, en 1469, et leurs accessions respectives aux trônes de Castille, en 1474, et d'Aragon, en 1479. L'octroi du titre de Roi catholique en 1496 résolut le problème. C'est sous ce vocable que sont désignés tous les monarques espagnols jusqu'à l'unification du royaume d'Espagne par les Bourbons. Seul Charles Quint fit exception, puisque sa qualité d'empereur des Romains primait sur les autres. Le terme de roi des Espagnes est parfois préféré, notamment par l'historiographie contemporaine. Dans les documents officiels et la littérature politique, les possessions de Philippe II et de ses successeurs sont désignées par l'expression « monarchie catholique » — ou tout simplement « la Monarchie ». Le terme de roi d'Espagne apparaît en revanche de façon informelle, notamment dans les cours étrangères, à partir du règne de Philippe II (1556 – 1598). L'appellation « roi d'Espagne » relève en fait d'un regard extérieur à la Monarchie catholique, qui ignore largement sa réalité.
La numérotation des souverains espagnols reprend en la poursuivant celle des rois de Castille, qui reprenait et poursuivait celle des rois de León et Galice, qui elle-même reprenait et poursuivait celle des rois des Asturies. Ainsi, il y eut par exemple des rois des Asturies nommés Alphonse Ier, Alphonse II et Alphonse III, puis des rois de León et Galice nommés Alphonse IV et Alphonse V, puis des rois de Castille nommés Alphonse VI, Alphonse VII et Alphonse VIII, puis un roi de León redevenu indépendant Alphonse IX, puis des rois de Castille nommés Alphonse X et Alphonse XI. Les rois d'Espagne modernes Alphonse XII et Alphonse XIII s'inscrivent donc dans une continuité remontant à Pélage, premier roi des Asturies au début du VIIIe siècle. (Pour la continuité de ces rois avant l'unification espagnole, voir : Liste des souverains de la couronne de Castille)
Cette numérotation ne reprend donc pas celle des autres royaumes ibériques avant l'union dynastique des deux couronnes bien qu'un prétendant carliste ait prétendu prendre le nom de Jacques III d'Espagne en comptant avant lui Jacques Ier et Jacques II, rois d'Aragon.

## Rois et reines catholiques des Espagnes

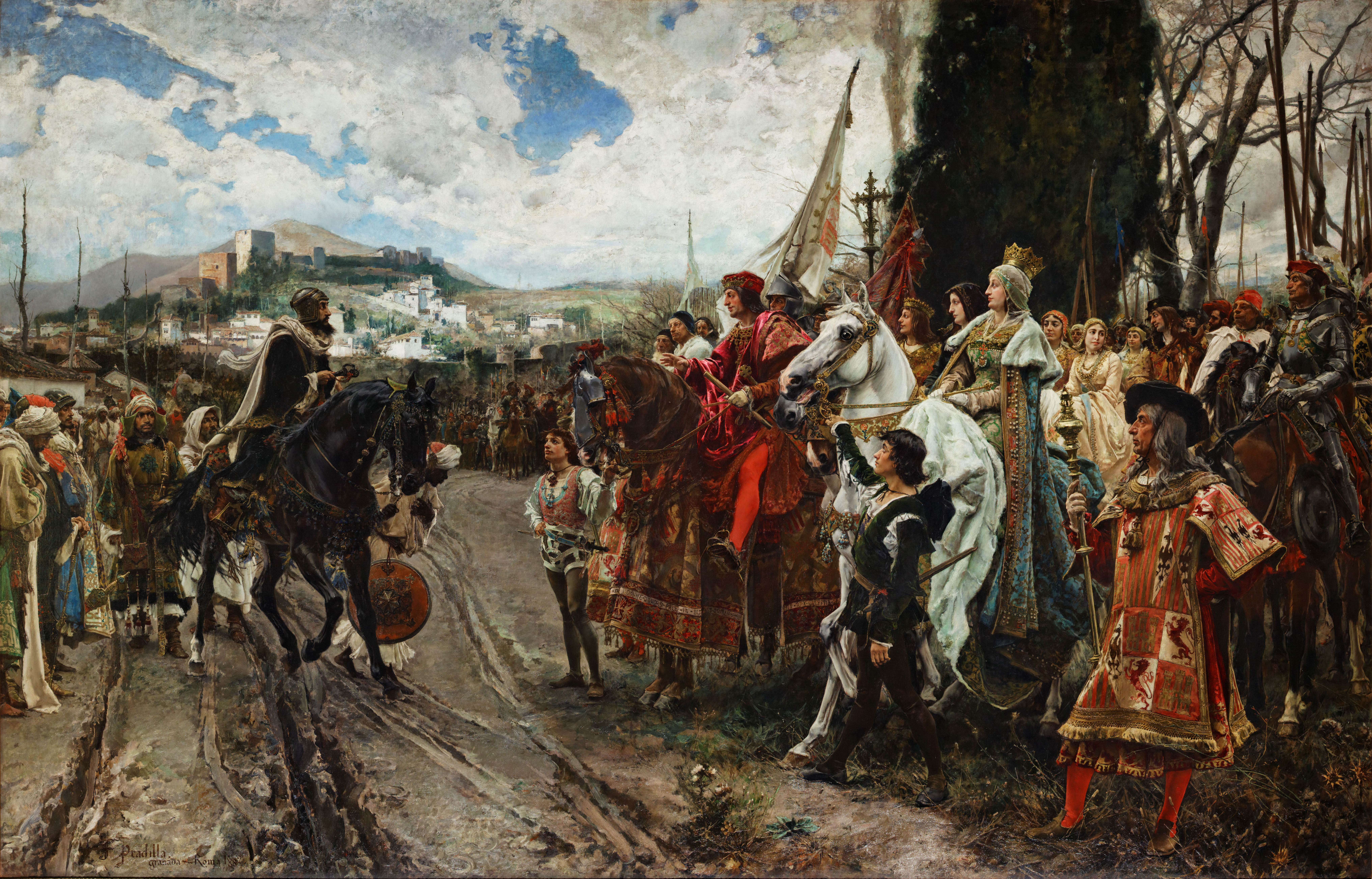
La capitulation de Grenade.

### Maison de Trastamare (1474-1555)
La lignée des rois de Castille est unie à celle du royaume d'Aragon par le mariage des Rois catholiques Isabelle Ire de Castille et Ferdinand II d'Aragon (roi consort de Castille sous le nom de Ferdinand V). Les deux couronnes, Castille et Aragon, restent strictement distinctes sur le plan juridique et administratif, au point que l'intervention d'une troupe castillane tentant de rattraper Antonio Pérez en Aragon en 1591 est dénoncée par ce royaume comme une tentative d'invasion. L'union dynastique donne en revanche aux deux couronnes une puissance croissante et un dynamisme sur le plan international. La prise de Grenade en 1492 est la manifestation la plus éclatante de cette puissance ascendante. Ferdinand conquiert aussi la partie sud de la Navarre et l'annexe aux possessions de la couronne de Castille. À sa mort, Isabelle laisse le royaume de Castille à leur fille Jeanne. Celle-ci, incapable d'exercer effectivement le pouvoir, règne sous la régence de son père, de son mari puis de son fils jusqu'à sa mort en 1555. Ferdinand, en revanche, désigne son petit-fils Charles comme héritier. Le futur empereur Charles Quint règne ainsi sur l'Aragon et (avec sa mère) sur la Castille, avant d'être le premier monarque unique des territoires espagnols après la mort de Jeanne en 1555.
| Rang | Portrait             | Nom                                                                                                   | Règne                                                        | Notes | Armoiries |
| ---- | -------------------- | --- | ------------------------------------------------------------ | --- | --------- |
| 1    | Isabelle de Castille | Isabelle Ire la Catholique (21 avril 1451, Avila – 26 novembre 1504, Medina del Campo) morte à 53 ans | 1474 – 1504 Reine de Castille                                | Isabelle est la fille de Jean II, roi de Castille et de León et d'Isabelle de Portugal. Elle est, de son propre chef, reine de Castille et León de 1474 à 1504 et, par mariage, reine d'Aragon, de Sicile et autres terres (1479-1504).                                                                                           |           |
| 2    | Ferdinand d'Aragon   | Ferdinand V le Catholique (10 mai 1452, Saragosse – 25 janvier 1516, Madrigalejo) mort à 63 ans       | 1474 – 1504 Roi consort de Castille 1479 – 1516 Roi d'Aragon | Ferdinand II d'Aragon est roi de Castille et León de 1474 à 1504 (par mariage, sous le nom de Ferdinand V), roi d'Aragon, de Valence, de Majorque, de Sardaigne et de Sicile et comte de Barcelone de 1479 à 1516 (de son propre chef), comte de Roussillon et de Cerdagne de 1493 à 1516, et enfin roi des Deux-Siciles en 1504. |           |
| 3    |                      | Jeanne Ire la Folle (6 novembre 1479, Tolède – 12 avril 1555, Tordesillas) morte à 75 ans             | 1504 – 1555 Reine de Castille 1516 – 1555 Reine d'Aragon     | Elle fut reine de Castille (1504–1555), et reine d'Aragon (1516–1555), unissant définitivement sous un même sceptre toutes les Espagnes à partir du 25 janvier 1516. Issue de la dynastie de Trastamare, Jeanne était la fille du roi Ferdinand et de la reine Isabelle. Elle n'a en réalité jamais effectivement régné.          |           |

### Maison de Habsbourg (1504-1700)
| Rang                                                                                              | Portrait      | Nom | Règne                                                                                              | Notes | Armoiries |
| ------------------------------------------------------------------------------------------------- | ------------- | --- | -------------------------------------------------------------------------------------------------- | --- | --------- |
| 4                                                                                                 | Philippe Ier  | Philippe Ier le Beau (22 juillet 1478, Bruges – 25 septembre 1506, Burgos) mort à 28 ans                           | 1504 – 1506 Roi de Castille (par mariage)                                                          | Il est le fils de l'empereur Maximilien Ier de Habsbourg et de la duchesse Marie de Bourgogne. Il est le fondateur de la longue dynastie espagnole des Habsbourg. Il a été l'époux de Jeanne la Folle, inconsolable de sa mort. |           |
| 5                                                                                                 | Charles Quint | Charles Ier, Charles Quint (24 février 1500, Gand – 21 septembre 1558, Monastère de Yuste) mort à 58 ans           | 1516 – 1555 co-roi d'Aragon 1516 – 1555 co-roi de Castille 1555 – 1556 roi de Castille et d'Aragon | Fils aîné de Philippe le Beau et de Jeanne la Folle. Devient roi d'Aragon par le testament de son grand-père maternel Ferdinand le Catholique, puis prend le pouvoir pour devenir roi de Castille, conjointement avec sa mère. Premier monarque unique des Espagnes du 12 avril 1555 au 16 janvier 1556, date à laquelle il abdique en faveur de son fils Philippe. |           |
| 6                                                                                                 |               | Philippe II le Roi Prudent (21 mai 1527, Valladolid – 13 septembre 1598, San Lorenzo de El Escorial) mort à 71 ans | 1556 – 1598                                                                                        | Fils aîné de Charles Quint et d'Isabelle de Portugal. Également roi d'Angleterre de 1554 à 1558 en vertu de son mariage avec Marie Tudor. Devient roi de Portugal sous le nom de Philippe Ier en 1580. |           |
| 7                                                                                                 |               | Philippe III le Prieux (14 avril 1578, Madrid – 31 mars 1621, même lieu) mort à 42 ans                             | 1598 – 1621                                                                                        | Seul fils de Philippe II et d'Anne d'Autriche. Également roi de Portugal sous le nom de Philippe II. |           |
| 8                                                                                                 |               | Philippe IV le Grand (8 avril 1605, Valladolid – 17 septembre 1665, Madrid) mort à 60 ans                          | 1621 – 1665                                                                                        | Fils aîné de Philippe III et de Marguerite d'Autriche-Styrie et frère de la reine de France Anne d'Autriche. Également roi de Portugal sous le nom de Philippe III jusqu'en 1640 (déclenchement de la guerre de Restauration). |           |
| Régence (1665 -1675): Marie-Anne d'Autriche, épouse de Philippe IV, régente de Charles II mineur. |               | | | |           |
| 9                                                                                                 | Charles II    | Charles II l'Ensorcelé (6 novembre 1661, Madrid – 1er novembre 1700, Madrid) mort à 38 ans                         | 1665 – 1700                                                                                        | Fils de Philippe IV et de Marie-Anne d'Autriche. Mort sans descendance, ce qui entraîne la guerre de Succession d'Espagne. |           |

## Rois et reines d'Espagne
La stérilité de Charles II met la monarchie espagnole face à un conflit majeur. Trois princes, parents du roi, se disputent la succession du dernier Habsbourg d'Espagne :
- le duc d'Anjou, Philippe de France, petit-fils de Marie-Thérèse d'Espagne, sœur aînée de Charles II,
- l'archiduc Charles de Habsbourg, fils cadet de l'empereur, au nom de la branche cadette de la maison de Habsbourg,
- le prince de Bavière, Joseph-Ferdinand, petit-fils de Marguerite-Thérèse d'Autriche, sœur ainée de Charles II.

Charles II n'entend pas laisser ses biens à la France ou à l'Autriche et penche en faveur du prince de Bavière, mais celui-ci meurt en 1699. Le roi se rabat alors sur le duc d'Anjou, dont la succession n'est pas acceptée par la plupart des nations européennes et débouche sur la guerre de Succession d'Espagne. Au terme du conflit, Philippe conserve l'héritage de Charles II, mais son éducation française et le soutien de la couronne d'Aragon aux prétentions de son rival autrichien l'amènent à changer profondément le visage de la monarchie. Les deux couronnes de Castille et d'Aragon, États juridiquement, administrativement et financièrement indépendants sous un même prince fusionnent au sein d'un unique royaume d'Espagne, unitaire et centralisé. Les royaumes historiques cessent d'exister et le territoire est réorganisé en intendances sur le modèle français. Le souverain est désormais roi d'Espagne et non plus de Castille, de Léon, d'Aragon, de Grenade, de Navarre...

### Maison de Bourbon-Anjou (depuis 1700)
| Rang | Portrait | Nom | Règne       | Notes | Armoiries |
| ---- | -------- | --- | ----------- | --- | --------- |
| 10   |          | Philippe V le Brave (19 décembre 1683, Versailles – 9 juillet 1746, Madrid) mort à 62 ans                       | 1700 – 1724 | Petit-fils de Louis XIV de France et de Marie-Thérèse d'Autriche, fille de Philippe IV, choisi comme héritier par Charles II. Abdique le 14 janvier 1724 en faveur de son fils aîné Louis. |           |
| 11   |          | Louis Ier le Bien-Aimé ou le Libéral (25 août 1707, Madrid – 31 août 1724, même lieu) mort à 17 ans             | 1724        | Fils aîné de Philippe V et de Marie-Louise-Gabrielle de Savoie. Meurt de la variole après huit mois de règne. Il était très aimé du peuple espagnol. |           |
| 10   |          | Philippe V le Brave (19 décembre 1683, Versailles – 9 juillet 1746, Madrid) mort à 62 ans                       | 1724 – 1746 | Remonte sur le trône après la mort de son fils et le conserve jusqu'à sa mort. |           |
| 12   |          | Ferdinand VI le Sage (23 septembre 1713, Madrid – 10 août 1759, même lieu) mort à 45 ans                        | 1746 - 1759 | Fils de Philippe V et de sa première épouse Marie-Louise-Gabrielle de Savoie. |           |
| 13   |          | Charles III le Meilleur Maire de Madrid (20 janvier 1716, Madrid – 14 décembre 1788, même lieu) mort à 72 ans   | 1759 – 1788 | Fils de Philippe V d'Espagne et de sa seconde épouse, la princesse Élisabeth Farnèse, il fut d'abord duc de Parme et de Plaisance sous le nom de Charles Ier en 1731 (à la mort de son grand-oncle, le duc Antoine Farnèse, roi de Naples en 1734 puis de Sicile en 1735 sous les noms de Charles VII (Naples) et Charles V (Sicile) (par conquête du royaume de Naples et du royaume de Sicile). |           |
| 14   |          | Charles IV le Chasseur (11 novembre 1748, Portici – 20 janvier 1819, Rome) mort à 70 ans                        | 1788 - 1808 | Fils aîné de Charles III et de Marie-Amélie de Saxe. Est forcé d'abdiquer le 19 mars 1808 en faveur de son fils Ferdinand à la suite du soulèvement d'Aranjuez. Doit abdiquer à nouveau le 5 mai, cette fois en faveur de Napoléon Ier. |           |
| 15   |          | Ferdinand VII le Désiré (14 octobre 1784, San Lorenzo de El Escorial – 29 septembre 1833, Madrid) mort à 48 ans | 1808        | Fils de Charles IV et de Marie-Louise de Bourbon-Parme. Est forcé d'abdiquer le 6 mai 1808 en faveur de Napoléon Ier. |           |

### Maison Bonaparte
| Rang | Portrait | Nom                                                                                   | Règne       | Notes | Armoiries |
| ---- | -------- | ------------------------------------------------------------------------------------- | ----------- | --- | --------- |
| -    |          | Joseph-Napoléon Ier (7 janvier 1768, Corte – 28 juillet 1844, Florence) mort à 76 ans | 1808 – 1813 | Il n'a jamais été reconnu ni par le peuple, ni par les Cortes. Joseph Bonaparte est perçu par une majorité d'Espagnols comme un roi illégitime, un roi intrus. Son surnom ("Jojo la bouteille" en français) vient de ses premiers décrets concernant les boissons alcooliques et les jeux de cartes. Frère de Napoléon Ier, qui l'avait précédemment placé sur le trône de Naples. Abdique après la bataille de Vitoria. |           |

### Maison de Bourbon-Anjou (Première Restauration)
| Rang | Portrait | Nom | Règne       | Notes | Armoiries |
| --- | -------- | --- | ----------- | --- | --------- |
| 15 |          | Ferdinand VII le Désiré ou le Roi Félon (14 octobre 1784, San Lorenzo de El Escorial – 29 septembre 1833, Madrid) mort à 48 ans | 1813 - 1833 | Rétabli sur le trône par le traité de Valençay. |           |
| Régences (1833 -1843): Marie-Christine de Bourbon-Siciles (1833-1840) puis Baldomero Espartero (1840-1843). |          | |             | |           |
| 16 |          | Isabelle II (10 octobre 1830, Madrid – 10 avril 1904, Paris) morte à 73 ans                                                     | 1833 - 1868 | Fille aînée de Ferdinand VII et de Marie-Christine de Bourbon-Siciles. Épouse en 1846 François de Bourbon (1822-1902). S'exile après la révolution de 1868, abdique en 1870 en faveur de son fils Alphonse. |           |

### Maison de Savoie-Aoste
| Rang | Portrait | Nom                                                                                         | Règne       | Notes | Armoiries |
| ---- | -------- | ------------------------------------------------------------------------------------------- | ----------- | --- | --------- |
| 17   |          | Amédée Ier le Roi-Chevalier (30 mai 1845, Turin – 18 janvier 1890, même lieu) mort à 44 ans | 1870 - 1873 | Fils cadet du roi d'Italie Victor-Emmanuel II, élu roi par les Cortes le 16 novembre 1870. Abdique le 11 février 1873. |           |

Entre 1873 et 1874, la Première République est proclamée.

### Maison de Bourbon-Anjou (Seconde Restauration)
| Rang                                                                           | Portrait | Nom                                                                                              | Règne       | Notes | Armoiries |
| ------------------------------------------------------------------------------ | -------- | ------------------------------------------------------------------------------------------------ | ----------- | --- | --------- |
| 18                                                                             |          | Alphonse XII le Pacifique (28 novembre 1857, Madrid – 25 novembre 1885, même lieu) mort à 27 ans | 1874 - 1885 | Fils aîné d'Isabelle II. Proclamé roi le 29 décembre 1874. |           |
| Régence (1885 -1902) : Marie-Christine d'Autriche, mère d'Alphonse XIII mineur |          |                                                                                                  |             | |           |
| 19                                                                             |          | Alphonse XIII l'Africain (17 mai 1886, Madrid – 28 février 1941, Rome) mort à 54 ans             | 1886 - 1931 | Fils posthume d'Alphonse XII et de Marie-Christine d'Autriche. S'exile après la proclamation de la Seconde République, le 14 avril 1931. Abdique le 15 janvier 1941 en faveur de son quatrième fils, Juan de Borbón y Battenberg. |           |

Après le départ d'Alphonse XIII, la Seconde République est proclamée, de 1931 à 1939, puis l'État espagnol de Francisco Franco jusqu'en 1975. Ce qui est le plus long interrègne de l'Espagne, de 1931 à 1975, à partir de 1949, Franco décrète que l'Espagne est sous sa régence en l'attente de la Restauration, survenue à la mort du Généralissime.

### Maison de Bourbon-Anjou (Troisième Restauration)
| Rang | Portrait | Nom                                    | Règne       | Notes | Armoiries |
| ---- | -------- | -------------------------------------- | ----------- | --- | --------- |
| 20   |          | Juan Carlos Ier (5 janvier 1938, Rome) | 1975-2014   | Fils aîné de Juan de Borbón et petit-fils d'Alphonse XIII. Devient roi à la mort de Franco, le 22 novembre 1975, couronné le 27 novembre. Il annonce le 2 juin 2014 son abdication, qui devient effective le 18 juin 2014, après le vote d'une loi organique par les Cortes. |           |
| 21   |          | Felipe VI (30 janvier 1968, Madrid)    | depuis 2014 | Fils du précédent. Devient roi le lendemain de l'abdication de son père Juan Carlos Ier, le 19 juin 2014. |           |

L'héritière du trône est la princesse Leonor, princesse des Asturies, fille aînée du roi actuel, à condition qu'elle n'ait pas de frère ou que la Constitution soit modifiée afin d'y supprimer la préférence masculine.

## La famille royale
La famille royale (la familia real) est composée du monarque et de son consort, de leurs enfants et des anciens monarques encore vivants.
Les frères et sœurs du roi ou de la reine en exercice ne font plus partie de la famille royale dès la proclamation du nouveau monarque.

## Accession au trône, proclamation, retrait
Les monarques espagnols sont proclamés et non couronnés. Dans les faits, cela se traduit par une transmission automatique du roi régnant vers le prince des Asturies reconnu héritier. Les princes sont reconnus comme héritiers par les Cortes Generales, il n'y a donc aucun doute possible sur l'héritier de la couronne.
La monarchie espagnole applique la loi salique, qui n'exclut pas les femmes, contrairement à l'idée reçue, mais privilégie la lignée masculine, tout enfant mâle prenant le pas sur ses sœurs. En revanche l'absence d'héritier mâle fait de l'aînée des filles la princesse héritière.
Les symboles de la monarchie (la couronne et le sceptre) ne sont jamais portés pour le simple fait qu'ils sont les symboles spirituels de la Couronne, alors que le monarque représente le symbole temporel incarnant la Couronne, l'Homme agit au nom de la Couronne. Cet élément fait aussi que le roi dispose d'un droit d'entrée au Congrès des députés.
La proclamation permet aussi de confirmer l'acceptation de la monarchie par les autres pouvoirs mais également par les communautés autonomes.
Le retrait par abdication est un des modes de fin de règne nécessitant un acte législatif ; les autres fins de règne possibles sont la mort du souverain ou la mise en incapacité. La renonciation ayant généralement lieu avant l'accession au trône, le lignage dynastique suivra alors l'ordre établi.

## Titres du roi (ou de la reine) d'Espagne
Le titre officiel est actuellement « Sa Majesté N, roi (ou reine) d'Espagne ».
La Couronne se réserve cependant l'usage des titres traditionnels de roi de Castille, de León, d'Aragon, des Deux-Siciles, de Jérusalem, de Navarre, de Grenade, de Tolède, de Valence, de Galice, de Majorque, de Minorque, de Séville, de Sardaigne, de Cordoue, de Corse, de Murcie, de Jaen, des Algarves, d'Algésiras, de Gibraltar, des îles Canaries, des Indes orientales et occidentales, de la terre ferme et des îles des mers océanes ; archiduc d'Autriche, duc de Bourgogne, de Brabant, de Milan, comte de Habsbourg, de Flandre, de Tyrol et de Barcelone, duc d'Athènes et de Néopatrie, seigneur de Biscaye et de Molina, marquis d'Oristan et de Gozianos.
L'héritier du trône porte les titres de prince des Asturies (titre de l'héritier du trône de Castille depuis 1388), de Viane (titre de l'héritier du trône de Navarre depuis 1423), de Gérone (titre de l'héritier du trône d'Aragon depuis 1351) et duc de Montblanc (titre de l'héritier du comté de Barcelone depuis 1387).